# Paul Hollywood - City Bakes
Paul Hollywood - City Bakes è un programma televisivo inglese presentato dallo chef Paul Hollywood. La prima serie è stata trasmessa in Italia dal canale Food Network nel gennaio 2018, mentre la seconda serie è andata in onda dall'aprile dello stesso anno.
In ciascun episodio il noto autore e celebre chef visita una diversa città del mondo alla scoperta delle panetterie e pasticcerie e delle persone che lavorano lì, alla ricerca delle tradizioni che rappresentano il meglio della cucina locale. 
Al termine della puntata il presentatore crea una versione personalizzata di alcune ricette tipiche, ispirato dai suoi viaggi.

## Lista episodi

### Stagione 1
1. New York (Stati Uniti d'America)
2. Parigi (Francia)
3. Londra (Regno Unito)
4. San Pietroburgo (Russia)
5. Napoli (Italia)
6. Copenaghen (Danimarca)
7. Madrid (Spagna)
8. Varsavia (Polonia)
9. Miami (Stati Uniti d'America)
10. Monaco (Germania)

### Stagione 2
1. Palermo (Italia)
2. Los Angeles (Stati Uniti d'America)
3. Dublino (Irlanda)
4. Anversa (Belgio)
5. Nicosia (Cipro)
6. Reykjavík (Islanda)
7. San Francisco (Stati Uniti d'America)
8. Bergen (Norvegia)
9. Gerusalemme (Israele)
10. Cape Town (Sudafrica)